# Lillehammer kunstmuseum
Lillehammer kunstmuseum er en privat stiftelse, der blev etableret 1. april 1994 som en videreudvikling af den gamle institution Lillehammer bys malerisamling. Den faste samling indeholder malerier og tegninger af blandt andre J.C. Dahl, Hans Gude, Adolph Tidemand, Erik Werenskiold, Eilif Peterssen, Christian Krohg, Frits Thaulow, Edvard Munch, Kristen Holbø, Thorvald Erichsen og Lars Jorde.
Den nuværende institution holder til i et hus tegnet af arkitekten Erling Viksjø som var færdig i 1963 og senere kombineret med et nybyg signeret Snøhetta med kunsthage mellem, formet af Bård Breivik.